# Космічний центр Танеґасіма
30°24′ пн. ш. 130°58′ сх. д. / 30.4° пн. ш. 130.97° сх. д.
Космічний центр Танеґасіма (англ. Tanegashima Space Center, TNSC) — найбільший японський центр освоєння космічного простору (космодром). Створений 1969 року одночасно з НАСДА (японським Національним агентством з дослідження космосу, англ. National Space Development Agency) і під його управлінням, нині управляється Агентством аерокосмічних досліджень Японії (JAXA). Розташований на південно-східному узбережжі острова Танеґасіма, на півдні префектури Каґосіма, за 115 км на південь від острова Кюсю.
У центрі збирають, випробовують, запускають і стежать за супутниками, а також випробовують ракетні двигуни.
З 2009 року з космодрому запускаються найважчі японські ракети-носії «Коноторі», які доставляють вантажі до Міжнародної космічної станції. Станом на серпень 2015 року здійснено 5 успішних запусків. Також здійснюється запуск менших геофізичних ракет, призначених для суборбітальних наукових запусків. Запуски космічних апаратів можливі з нахилом орбіти до 99° до площини екватора.
Космодром має два стартові комплекси: Йосінобу та Осакі. Стартовий комплекс Йосінобу має два пускові майданчики з баштами обслуговування, призначений для запуску ракет-носіїв H-IIA, що транспортуються і встановлюються на майданчики повністю зібраними.
На сайті JAXA космодром названо найкрасивішим стартовим комплексом у світі.